# Инцидент с сухогрузом «Пауэрфул»
Инцидент с сухогрузом «Пауэрфул» — неудавшаяся попытка нападения сомалийских пиратов на датский сухогруз «Powerful», предпринятая 11 ноября 2008 года в Аденском заливе. Атака была отбита британскими силами при поддержке ВМФ России. Событие произошло в 110 км к югу от побережья Йемена в Аденском заливе: борьба с пиратами велась в рамках операции «Несокрушимая свобода» в Африканском роге. По версии ВМФ Великобритании, 12 пиратов с борта своего дау открыли огонь из автоматов по британскому фрегату «Камберленд» в ответ на требование остановиться. После короткой перестрелки двое пиратов были убиты, судно было захвачено британскими моряками. По сообщениям газет The Independent, The Toronto Star и The Times, это был первый случай с 1982 года, когда британский флот вступил в перестрелку в открытом море и уничтожил несколько противников, показав свою мощь. По сообщению телеканала Russia Today, это было первое вооружённое столкновение ВМФ России с сомалийскими пиратами.

## Стычка
По состоянию на 11 ноября 2008 года в Аденском заливе было зафиксировано 32 случая захвата пиратами кораблей с требованиями выкупа, что сделало побережье Сомали небезопасным для судоходства. Для борьбы против пиратов были отправлены ВМС нескольких стран мира. 11 ноября группа пиратов на своём судне дау сблизилась с датским сухогрузом «Пауэрфул» (англ. Powerful) и обстреляла его из автоматов, выразив свои намерения захватить корабль. Представитель ВМФ России Игорь Дыгало сообщил, что пираты пытались атаковать сухогруз дважды, однако их разогнали британский вертолёт Westland Lynx и российский Ка-27, которые взлетели с бортов британского фрегата «Камберленд» и российского сторожевого корабля «Неустрашимый». Британские представители отрицали какое-либо прямое участие русских в отражении атаки, что, возможно было связано с тем, что «Неустрашимому» поручили охрану другого датского сухогруза «CEC COMMANDER».
Чуть позже «Камберленд» обнаружил пиратскую лодку, совершившую нападение на «Пауэрфул». Два отряда королевской морской пехоты Великобритании на надувных лодках направились на встречу с пиратами: по сообщению моряков, на борту находилось 12 человек с гранатомётами и автоматами. В ответ на требование остановиться они открыли огонь, однако никто из моряков не пострадал. В ходе перестрелки были убиты двое пиратов, остальные сдались. Дау было занято британцами. Ещё один из попавших в плен позже скончался, несмотря на оказанную медицинскую помощь (неизвестно, был ли он ранен или же получил ранения ещё до сражения). Захваченные на борту пираты были переданы кенийским властям 18 ноября.